# الوكالة الوطنية لإنفاذ قانون المخدرات (نيجيريا)
الوكالة الوطنية لإنفاذ قانون المخدرات (بالإنجليزية: National Drug Law Enforcement Agency NDLEA)‏ هي المؤسسة الحكومية المسؤولة عن مكافحة تعاطي المخدرات وترويجها والاتجار بها في نيجيريا. تم تأسيسها في عام 1989م بموجب القرار رقم 48 لنفس العام. وهي مؤسسة تابعة لوزارة العدل النيجيرية. للوكالة نشاط في حدود البلاد البرية والمطارت والتي أصبحت ملحوظة مؤخرا لدى الشعب النيجيري لاسيما بعد اتهامها بعضاً من كبار ضباط شرطة نيجيريا بجرائم متعلقة بالمخدرات وإصرارها على أن يخضع المترشحين للمناصب في الخدمة العامة تحت المخدرات الإجباري.

## تاريخ
أُسست الوكالة الوطنية لإنفاذ قانون المخدرات في عام 1989م بعدما أصبحت سمعة الشعب النيجيري سيئة على المستوى الدولي جراء جرائم تتعلق بتجارة المخدرات وتعاطيها وتصديرها. جاء القرار رقم 48 لـ ديسمبر 1989م والذي كان استجابةً للاتجاه المتزايد في الطلب على المخدرات والمؤثرات العقلية والاتجار بها، الأمر الذي أثر سلباً على الصورة الدولية للنيجيريين ونيجيريا.
كانت جرائم قانون المخدرات مشكلة صغيرة في نيجيريا قبل أوائل الثمانينيات. ومع ذلك، أصبح تهريب الهيروين والكوكايين مشكلة اجتماعية خطيرة في نيجيريا في العقد الماضي ويحتل المرتبة الثانية بعد السياسة باعتبارها أخطر مشكلة اجتماعية في البلاد. حققت الوكالة الوطنية لإنفاذ قانون المخدرات نجاحات ملموسة في السنوات الماضية. ومع الاضطرابات السياسية والانقلابات العسكرية المتعاقبة، فقد كرست الحكومات معظم موارد البلاد للهندسة السياسية، والقضايا الأمنية، وتعزيز الصورة، وما شابه، وأهملت المشاكل الاجتماعية الكبرى في البلاد التي من بينها المخدرات. وفي عام 2004م، أصدر مكتب الأمم المتحدة المعني بالمخدرات والجريمة (United Nations Office on Drug and Crime) تقريرا يذكر أن دولة نيجيريا ومعها دول إفريقية أخرى أصبحت مسلكاً جديدا لتهريب المخدرات إلى دول أوروبية والأمريكية وأن أكثر العقاقير تعاطيًا في غرب إفريقيا هو القنب، ولا سيما في شكله العشبي.
كانت نيجيريا واحدة من أكبر مزارعي القنب في إفريقيا، حيث يستخدم أكثر من 8 ٪ من السكان القنب. وازدادت مضبوطات القنّب السنوية من 126 طناً مترياً في 2005 إلى 210 أطنان متريّة في 2007م. غطى مسح القنب الذي قام به مكتب الأمم المتحدة المعني بالمخدرات والجريمة لعام 2019م ست ولايات في الجنوب الغربي، والتي تعتبر أعلى تركيزات لزراعة القنب في البلاد: إيدو، وإكيتي، وأوغون، وأوندو، وأوسون، وأويو.

## اعتقالات
أنجزت الوكالة منذ تأسيسها اعتقالات كثيرة، وتم تسجين المجرمين حسب الجرائم المرتكبة. شملت الاعتقالات بعض كبار التجار وضباط قوة الشرطة النيجيرية. وفي التقرير السنوي للوكالة لعام 2019م، أصدرت أنها قد ألقت القبض على 9,444 من بينهم 8,535 (٪90) ذكور و909 (٪9) إناث. كما أنها صدرت حجزت ما يقارب 612903.48 كيلوغراما في نفس العام.

## جدال
تلاحظ وزارة الخارجية الأمريكية أنه كانت هناك مزاعم ذات مصداقية عن الفساد المرتبط بالمخدرات في الوكالة الوطنية لإنفاذ قانون المخدرات. في أواخر تشرين الثاني (نوفمبر) 2005، تم إقالة رئيس الوكالة بلو لافياجي من قبل الرئيس أولوسيجون أوباسانجو بسبب مزاعم بالفساد وحل محله أحمدو جياد، نائب مفوض الشرطة المتقاعد. تم تسجين بلو لافيجي لمدة 4 سنوات ثم استأنف لافياجي إدانته وفي 22 نوفمبر / تشرين الثاني 2011 كما أطلق سراحه فيما لعدم وجود البراهين الساطعة في القضية كما تم تصنيف تسجينه بأنه تسجين خاطئ.

## وصلات خارجية
الموقع الرسمي للوكالة